# Olympia (Manet)
Olympia es un cuadro realizado por el pintor francés Édouard Manet en 1863. Mide 130,5 cm de altura y 190 cm de ancho. Actualmente se encuentra expuesto con la colección del Museo de Orsay en París.
Manet comenzó a trabajar en él en 1863 para presentarlo en el Salon des Refusés de ese mismo año. Sin embargo, la obra no se expuso hasta 1865, en el Salón de París, en donde causó un gran escándalo, ya que aunque el público y la crítica aceptaban los desnudos en obras mitológicas, no era así cuando se trataba de un desnudo realista. La modelo con su postura recuerda a obras de Tiziano (hacia 1485-1576), Diego Velázquez, Goya y Jean-Auguste-Dominique Ingres. El nombre del cuadro no le fue dado por su realizador sino por Charles Baudelaire.
En 1867, cuatro años después de pintar el cuadro, Manet lo reprodujo con variantes en un pequeño grabado al aguafuerte.

## Descripción
Explícitamente inspirada en la Venus de Urbino, de Tiziano, el personaje central parece ser una prostituta parisina, aunque esta identificación también se discute. En lugar de las doncellas que acompañaban a los desnudos del Cinquecento, entra en escena llevando un ramo de flores una mujer negra, cuyo rostro, casi imperceptible sobre el fondo oscuro, contrasta con los tonos claros de su vestimenta oriental. Por otra parte las carnaduras de la mujer desnuda que mira directa y provocadoramente a los espectadores son contrastadas junto a las sábanas y las almohadas por el fondo oscuro, resaltando la atmósfera de íntima sensualidad. En lugar del perro arrollado que se encuentra en la Venus de Urbino, a los pies de Olympia encontramos un despierto gato negro que simboliza a menudo la ambigüedad y la inquietud, estando implicado en relaciones o situaciones promiscuas o veladamente eróticas. Este felino negro impresionó tanto al público que durante años Manet sería recordado aún como «el pintor de los gatos». Otros elementos simbólicos notorios: el brazalete que lleva la mujer desnuda pertenecía a la madre de Manet; el ramo de flores era un típico regalo que los clientes ofrecían a las meretrices de clase alta; también tiene connotaciones simbólicas el je-ne-baise-plus que ciñe al cuello de Olympia. La orquídea entre los cabellos es también una referencia al sexo, ya que se creía que tal flor poseía poderes afrodisíacos —de hecho el nombre de la orquídea tiene etimología sexual—. Por otra parte, Olympia calza un solo zapato de tacón; esto en las pinturas alegóricas ha sido usado como símbolo de la inocencia perdida. Además, cabe notar que la orquídea, el brazalete y la pantufla con tacón (por lo cual parece casi un zueco) cumplen la función sexual de fetiche y enfatizan su desnudez. La manera en la que la modelo cubre sus genitales no está asociada al pudor o castidad; el gesto (convencional) realiza una tajante declaración: «el observador, al que le corresponde el papel de cliente, no ha pagado para verla».

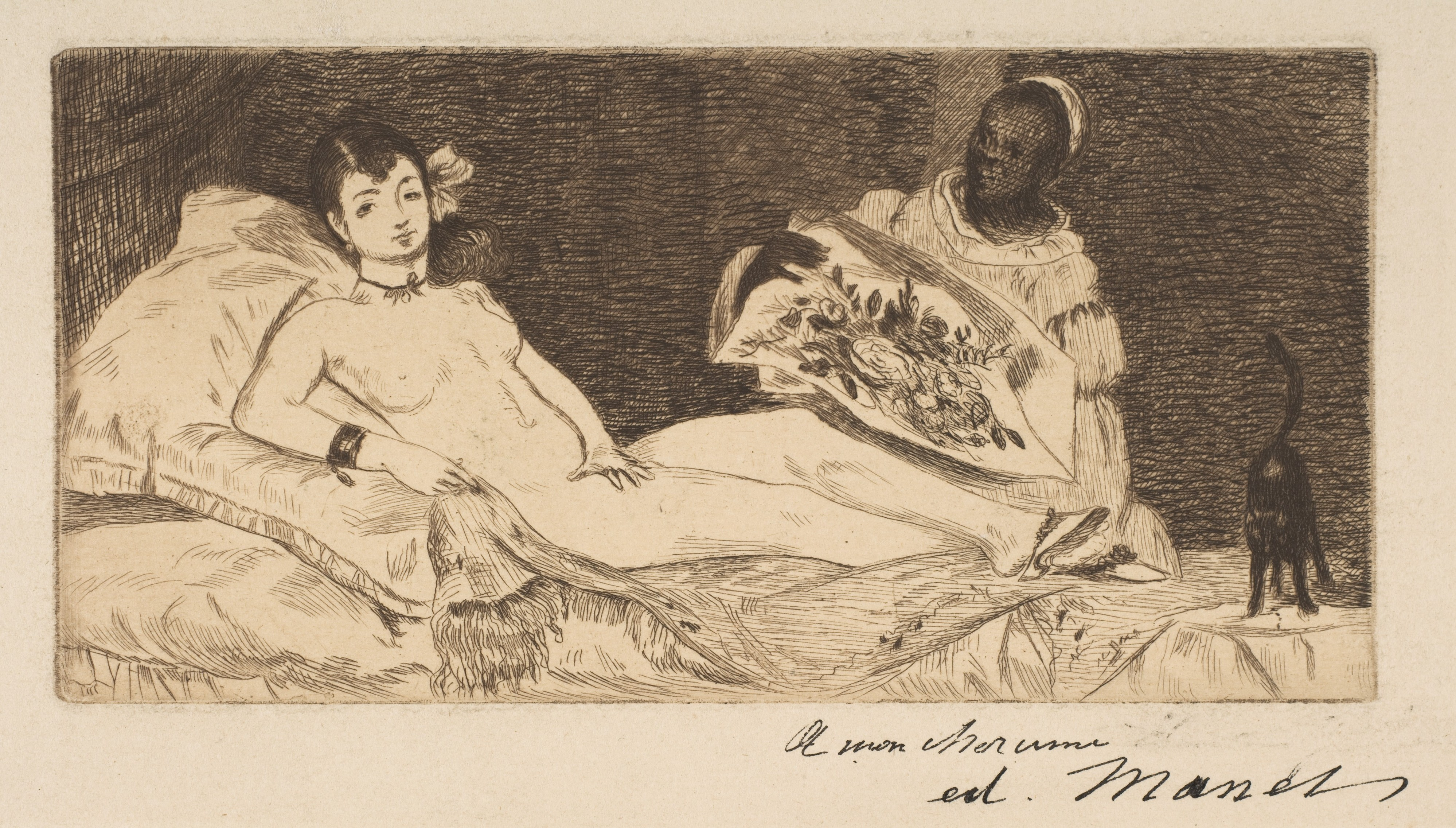
Olympia, versión grabada por Manet en 1867. Ejemplar con dedicatoria manuscrita del artista (Metropolitan Museum de Nueva York).

Otro de los motivos para el escándalo fue que la mujer pintada era bastante conocida en París: la modelo y también pintora Victorine Meurent, amante de Nadar y amiga de Manet, quien la representó también en otras de sus obras, como El almuerzo sobre la hierba, un cuadro pintado en el mismo año aunque expuesto dos años antes que Olympia.
Se produce un notable contraste entre la figura de la modelo y la ropa, tanto la de la cama como la de la criada negra, con el fondo oscuro del resto del cuadro. En este predominio en armonía del negro y el blanco, las únicas manchas de color son, por un lado, los bordados florales tipo oriental de una tela de seda, especie de mantón con flecos, que hay sobre la cama y del ramo de flores que le trae la sirvienta, que en cierto modo repite los colores de las flores bordadas.

## Precedentes
Esta obra de Manet está inspirada en parte por la Venus de Urbino (1538) de Tiziano, una obra, a su vez, inspirada por la Venus dormida (hacia 1510) de Giorgione.
A pesar de la audacia conceptual del cuadro, su temática se inscribe en una larga tradición de la pintura académica, aquella de la odalisca y la esclava, como la Odalisca con esclava (1842) de Ingres, la Odalisque (1842) de Jalabert y la obra Esther con odalisca (1844) de Benouville. Por otra parte, el cuadro de Manet no retrata a una diosa o concubina, sino, indiscutiblemente, a una prostituta. Hay cierta similitud también con La maja desnuda (hacia 1800)  de Goya.

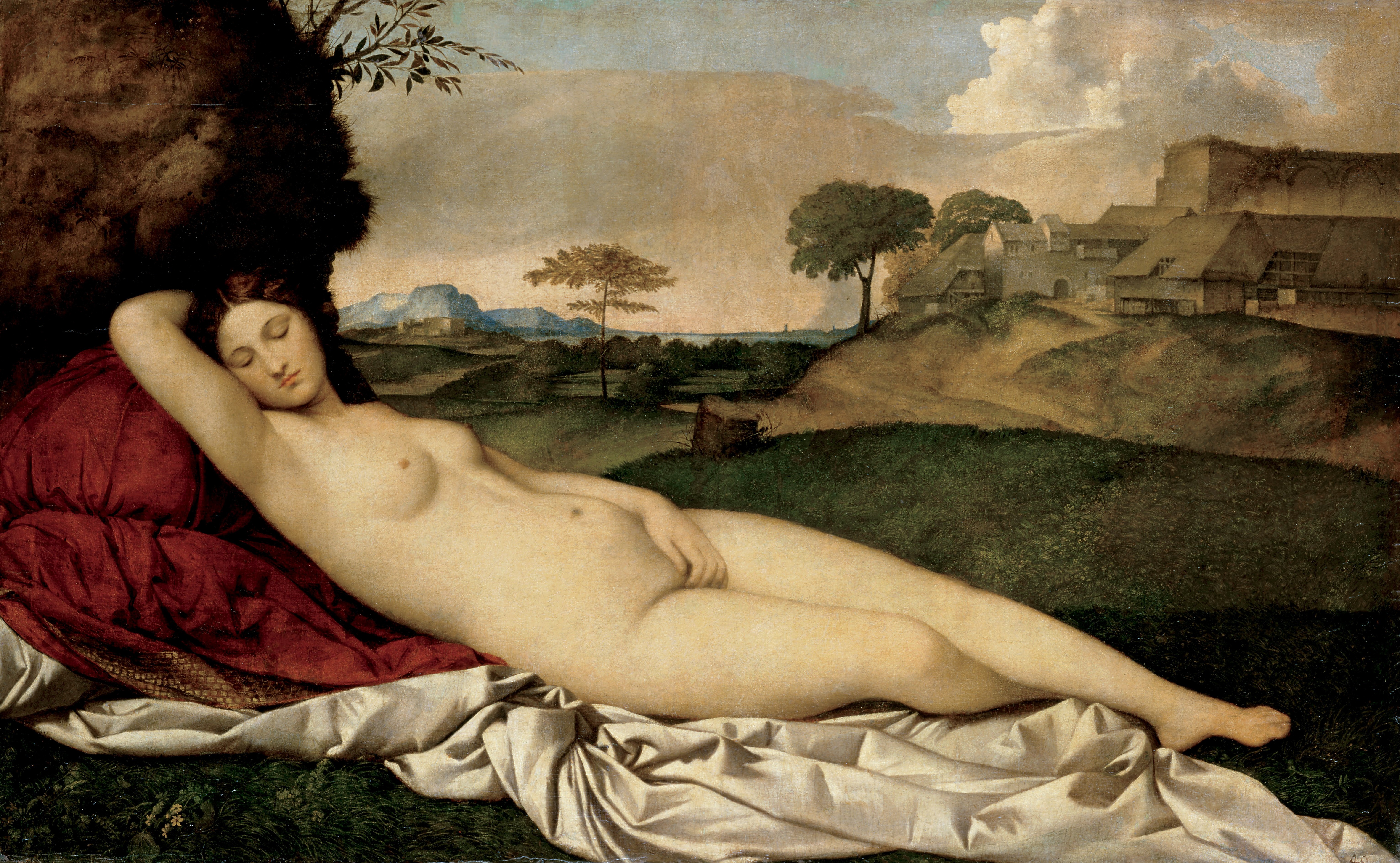
Venus dormida (hacia 1510) de Giorgione. Gemäldegalerie Alte Meister.
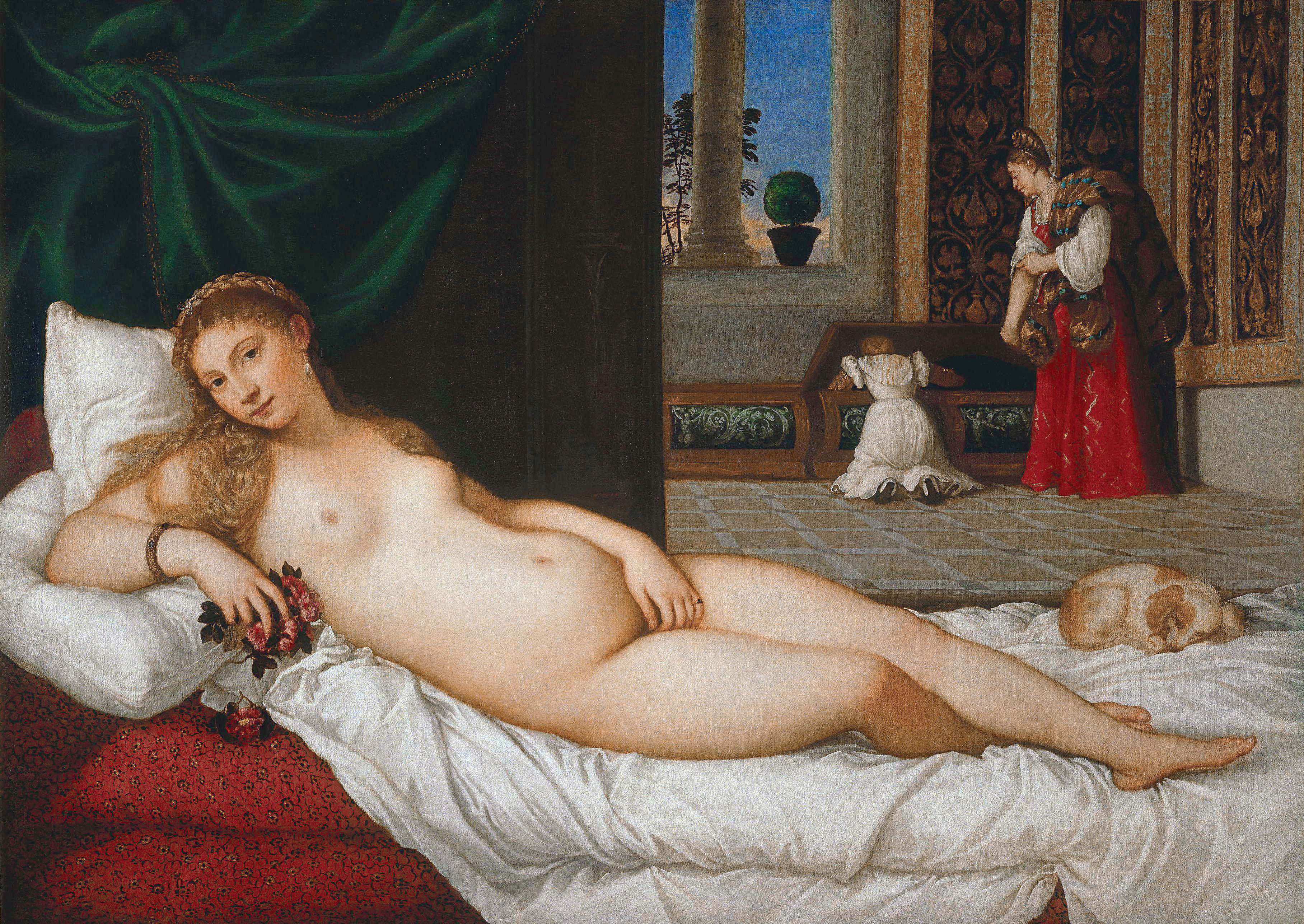
Venus de Urbino (1538) de Tiziano. Galería Uffizi.
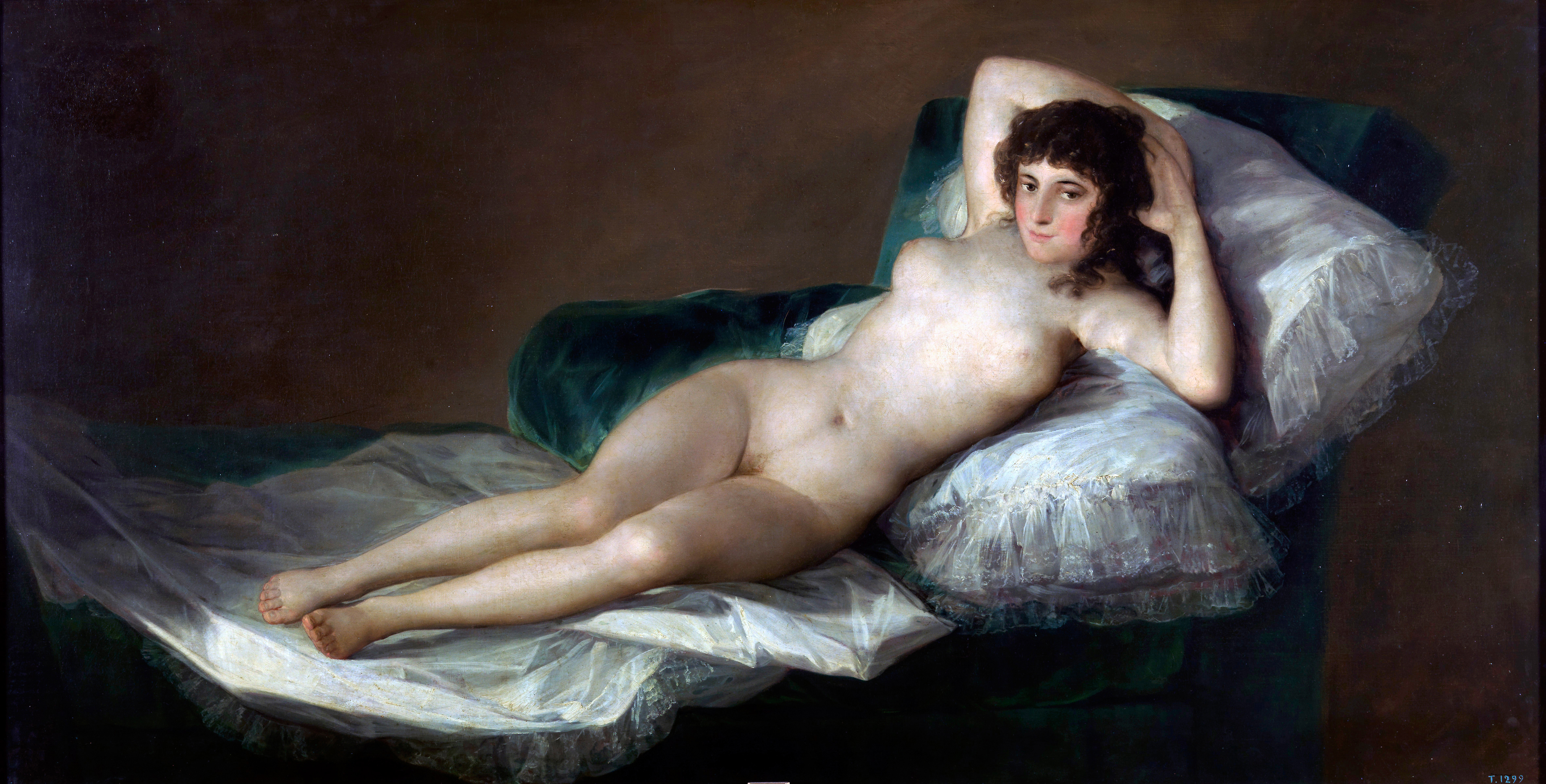
La maja desnuda (hacia 1800) de Goya. Museo del Prado.
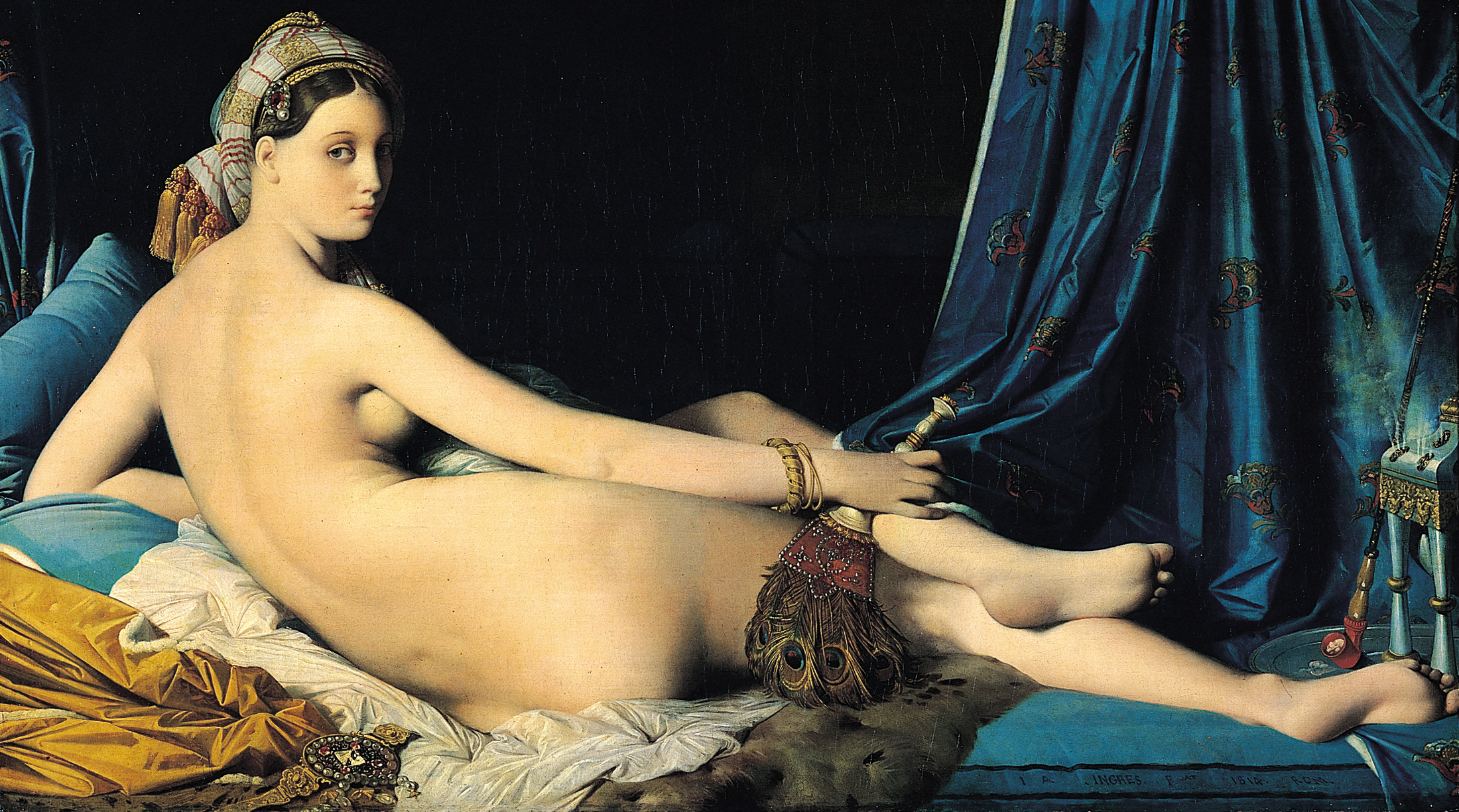
La gran odalisca (1814) de Jean Auguste Dominique Ingres. Museo del Louvre.
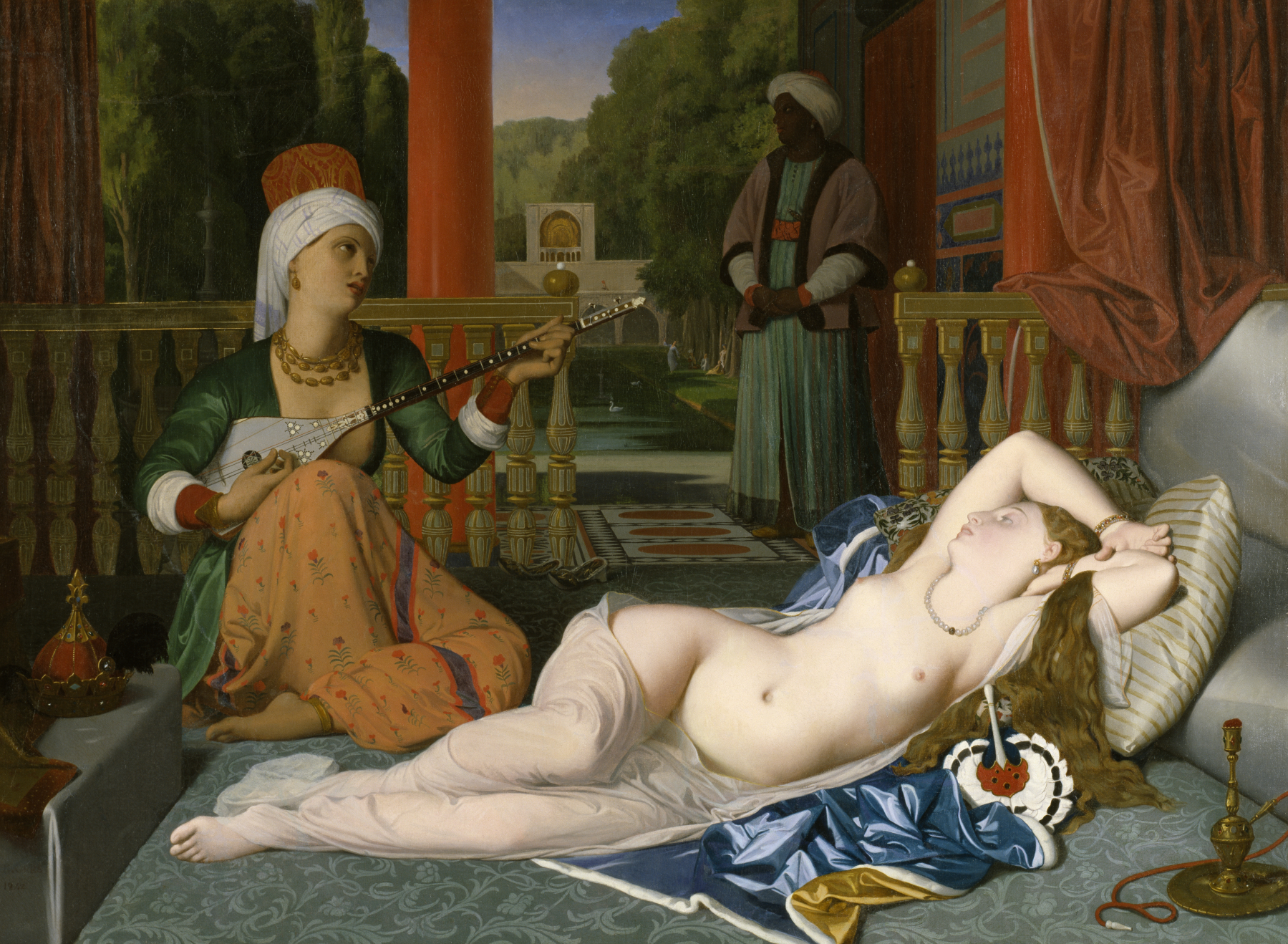
Odalisca con esclava (1814) de Jean Auguste Dominique Ingres. Fogg Art Museum.
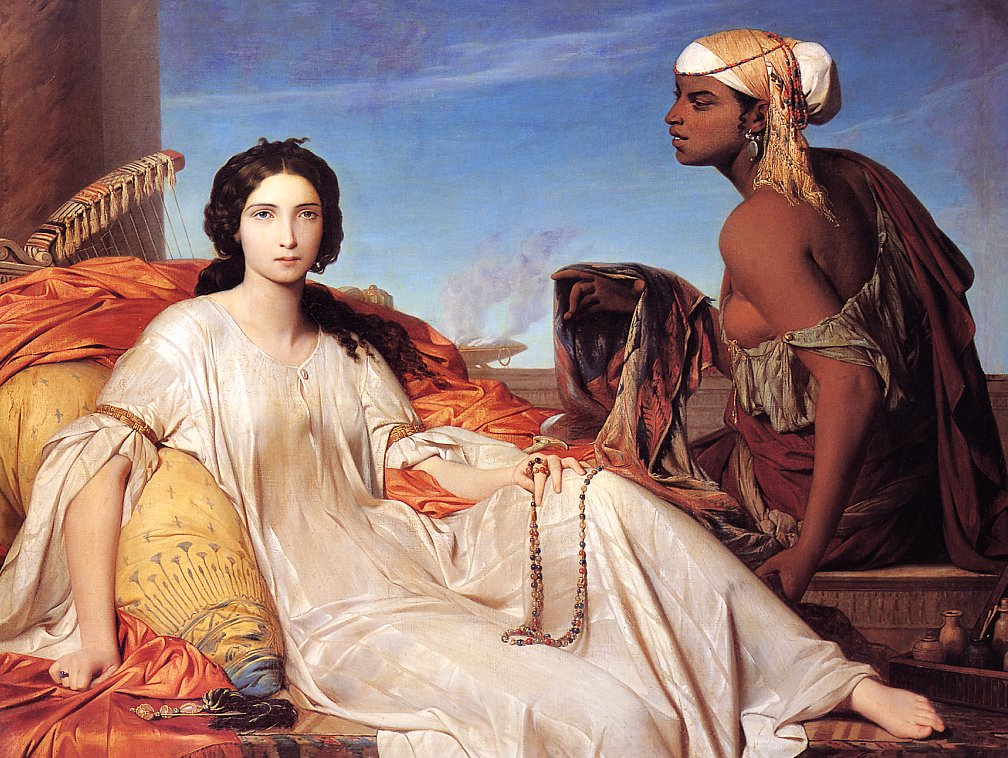
Esther con odalisca (1844) de François-Léon Benouville.

## Las apropiaciones de Braun-Vega
Olympia es objeto de apropiaciones recurrentes en la pintura del peruano Herman Braun-Vega. Se encuentra en una decena de sus cuadros. La reinterpretó por primera vez en 1982 para crear el retrato de una pareja de amigos en una puesta en escena no exenta de humor. El cuadro titulado Robert y Odile Zantain (la lección...) presenta a Olympia en una cama de hospital, con el abdomen marcado por una cicatriz reciente. La señora Zantain, en su atuendo de cirujana, ocupa el lugar y posa como el Dr. Tulp en La lección de anatomía, mientras que su esposo ocupa el lugar de otro personaje del cuadro de Rembrandt. De 1982 a 2001, Olympia se encontró en situaciones inesperadas, en plena ciudad frente a un quiosco de periódicos, en un mercado peruano entre puestos de fruta, bajo la mirada de adolescentes curiosos, en los trópicos, junto al mar, con turbante en el Parque de Sceaux, o en compañía de la Bañista de Ingres y Las señoritas de Avignon en el dibujo A new Turkish Bath.